# Nhánh sông Dubai
Nhánh sông Dubai hay Lạch Dubai (tiếng Ả Rập: خور دبي,  Khor Dubai) là một nhánh sông nước mặn nằm ở Dubai, Các Tiểu vương quốc Ả Rập Thống nhất. Trước đây nó mở rộng đến Khu bảo tồn Động vật Hoang dã Ras Al Khor nhưng sau đó nó mở rộng đến Vịnh Ba Tư. Một số nguồn tin nói rằng nhánh sông kéo dài đến tận đất liền như Al Ain và người Hy Lạp cổ đại gọi nó là sông Zara.

## Lịch sử
Trong lịch sử, con lạch chia thành phố thành hai phần chính - Deira và Bur Dubai. Nó nằm dọc theo khu vực lạch Bur Dubai mà các thành viên của bộ lạc Bani Yas đầu tiên định cư vào thế kỷ 19, thiết lập nên triều đại Al Maktoum trong thành phố. Vào đầu thế kỷ 20, con lạch mặc dù không có khả năng hỗ trợ giao thông quy mô lớn, nó chỉ phục vụ như là một cảng nhỏ cho các các thương gia đến từ các nơi xa như Ấn Độ hay Đông Phi. Mặc dù nó cản trở sự xâm nhập của tàu do dòng chảy hiện tại, con lạch vẫn là một yếu tố quan trọng trong việc thiết lập vị trí thương mại của Dubai, là bến cảng duy nhất cũng như cảng trong thành phố. Ngành công nghiệp ngọc trai của Dubai, hình thành nền kinh tế chính của thành phố, chủ yếu dựa vào các cuộc thám hiểm trong lạch, trước khi phát minh ra ngọc trai nuôi cấy trong những năm 1930.
Đánh cá cũng là một ngành công nghiệp quan trọng vào thời điểm đó dọc theo con lạch. Thuyền buồm Ả Rập được sử dụng cho các mục đích đánh cá cũng được sử dụng. Tầm quan trọng của lạch là một vị trí cho hoạt động thương mại cũng như để tạo thuận lợi cho các hoạt động bốc xếp. Điều này dẫn đến, vào năm 1955, với một kế hoạch phát triển con lạch, liên quan đến việc nạo vét các khu vực nông, xây dựng đê chắn sóng và phát triển bãi biển của nó để trở thành một bến cảng phù hợp để bốc xếp hàng hóa. Con lạch được nạo vét lần đầu tiên vào năm 1961 để cho phép các tàu dài 2,1 m xuyên qua con lạch vào mọi lúc. Con lạch được nạo vét một lần nữa trong những năm 1960 và 1970 để nó có thể cung cấp việc neo đậu cho vận chuyển địa phương và ven biển với khối lượng hàng hóa khoảng 500 tấn. Việc nạo vét con lạch để vận chuyển hàng hóa liên tục hơn, bao gồm cả việc tái xuất và đã cho Dubai một lợi thế hơn Sharjah, trung tâm thương mại khác trong khu vực vào thời điểm đó. Cầu Al Maktoum, cây cầu đầu tiên nối Bur Dubai và Deira được xây dựng vào năm 1963. Mặc dù tầm quan trọng của con lạch như một cảng đã giảm đi với sự phát triển của cảng Jebel Ali, tuy nhiên các cơ sở nhỏ hơn như Port Saeed tiếp tục tồn tại dọc theo lạch, cung cấp dịch vụ cho các thương nhân từ khu vực và tiểu lục địa.
Các tòa nhà đáng chú ý nhất bên khu Deira bao gồm Tháp đôi Deira, Tháp Dubai Creek cũ, Sheraton Dubai Creek, Ngân hàng Quốc gia Dubai và Phòng Thương mại.. Ở phía bên kia cầu Al Maktoum dọc theo nhánh sông Dubai là Công viên Dubai Creek, một trong những công viên lớn nhất ở Dubai.
Nhánh sông này cũng là sân nhà của Câu lạc bộ Golf & Du thuyền Dubai Creek, bao gồm sân golf 18 lỗ, câu lạc bộ, khu dân cư và khách sạn Park Hyatt.
Đầu vào ban đầu của lạch vào lục địa Dubai nằm dọc theo khu vực Deira Corniche và Al Ras ở phía đông Dubai và dọc theo khu vực Al Shindagha ở phía tây Dubai. Sau đó nó tiến về phía đông nam qua đất liền, đi qua cảng Saeed và công viên Dubai Creek. Kết thúc của con lạch là tại Khu bảo tồn Động vật hoang dã Ras Al Khor, cách 14 km từ trước khi nạo vét tại Vịnh Ba Tư. Hình thức vận tải truyền thống giữa các phần phía đông và phía tây của Dubai qua con lạch là thuyền. Ngoài ra, phần phía đông và phía tây được nối với nhau qua bốn cây cầu (cầu Al Maktoum, cầu Al Garhoud, cầu Vịnh Business và cầu nổi) ngoài ra còn có một đường hầm sông (đường hầm sông Al Shindagha).

## Kết nối

### Hiện tại
Theo thứ tự từ tây bắc đến đông nam:
- Đường hầm Al Shindagha
- Cầu Al Maktoum
- Cầu nổi
- Cầu Al Garhoud
- Cầu Vịnh Business

### Tương lai
- Cầu Dubai Smile (để thay thế cầu nổi)
- Cầu Sheikh Rashid bin Saeed (liên kết Al Jaddaf và Bur Dubai)

## Phát triển thập niên 2000
Vào tháng 9 năm 2007, một mở rộng của con lạch tốn 484 triệu AED (132 triệu đô la Mỹ) đã được hoàn thành mà bây giờ nó kết thúc ngay phía nam của Khách sạn Metropolitan trên đường Sheikh Zayed. Một phần mở rộng cuối cùng dài 2,2 km, được gọi là kênh đào Dubai Water được khánh thành vào ngày 9 tháng 11 năm 2016, băng qua đường Sheikh Zayed, đi qua công viên Safa và sau đó qua Jumeirah 2. Kênh dự kiến sẽ tiếp tục qua công viên Jumeirah Beach, nơi nó chảy ra bờ biển của vịnh Ba Tư. Phần mở rộng này là một phần của sự phát triển Vịnh Business của Dubai.
Ngoài ra, một dự án mới bao gồm bảy hòn đảo được gọi là The Lagoons đã được đề xuất xây dựng trên nhánh sông Dubai. Phần trung tâm của dự án này sẽ là Dubai Towers Dubai, một tổ hợp tháp trong đó tháp cao nhất lên đến 400 mét trong khi hai tòa tháp khác sẽ vượt quá 300 mét. Ba cầu bổ sung đang được lên kế hoạch cho nhánh sông Dubai là cầu vượt số 7, cầu Al Shindagha và cầu số năm.